# Puigderrós de Dalt
Puigderrós de Dalt és una possessió del terme de Llucmajor, Mallorca. Està situada a la Marina.
Aquesta possessió, anomenada inicialment Puigderrós, està situada entre les possessions de sa Torre, Puigderrós de Baix, Son Granada de Dalt i Son Mut. Es troba documentada en el Liber Aquarium Forentium de 1307, i en altres documents, amb el nom de Lumnar o Lamnar. El 1369, pertanyia a Joan Portell, que la vengué a Bernat Puigderrós, del qual prengué el nom. La família Puigderrós fou fundadora de la vila de Llucmajor i s'extingí en el segle xv. Abans del segle xv se'n segregà una part anomenada Puigderrós d'en Danus que es coneix actualment com Puigderrós de Baix. La part que quedà, anomenada Puigderrós de Dalt, tenia una extensió de 649 quarterades i en el segle xvi era anomenada Puigderrós d'en Servera. El 1648 pertanyia a l'honor Mateu Pieres i confrontava amb Son Granada, Son Mut i la ribera de la mar. Té cases i es dedicava al conreu de cereals i a la ramaderia ovina.
En l'actualitat les cases s'han reformat i la finca s'explota com un agroturisme.